# C. J. Board
(en) Statistiques sur pro-football-reference
Clarence « C. J. » Board, né le 12 décembre 1993 à Clarksville dans le Tennessee, est un joueur professionnel américain de football américain qui évolue au poste de wide receiver dans la National Football League (NFL). 
Depuis la 2020, il joue pour la franchise des Giants de New York après avoir été membre des Ravens de Baltimore, des Titans du Tennessee, des Browns de Cleveland et des Jaguars de Jacksonville.

## Biographie

### Carrière universitaire
Board joue au niveau universitaire pour les Mocs de l'université du Tennessee à Chattanooga. Son équipe est membre de la Southern Conference et elle dispute le championnat de la NCAA Division I Football Championship Subdivision (FCS).

### Carrière professionnelle
Board n'est pas sélectionné lors de la draft 2017 de la NFL.

#### Ravens de Baltimore
Il signe néanmoins un contrat d'agent libre non drafté avec les Ravens en date du 4 mai 2017. Il est cependant libéré le 1er septembre 2017.

#### Titans du Tennessee
Le 4 octobre 2017, Bord est engagé dans l'équipe d'entraînement des Titans (practice squad) mais est libéré le 28 novembre.

#### Browns de Cleveland
Board est engagé le 26 décembre 2017 par les Browns où il intègre l'équipe d'entraînement. Il y signe un nouveau contrat le 1er janvier 2018 en tant que réserviste de l'équipe première Le 31 août 2018, Board se blesse et il est libéré le 11 septembre.

#### Jaguars de Jacksonville
Le 10 décembre 2018, il intègre l'équipe d'entraînement des Jaguars et devient réserviste de l'équipe dès le 31 décembre.
Il est libéré le 25 novembre 2019 mais est de suite réengagé dans l'équipe d'entraînement. Il intègre l'équipe le 12 décembre mais est libéré le 12 août 2020.

#### Giants de New York
Board est réclamé par les Giants le 13 août 2020. Il signe une prolongation de contrat le 17 mars 2021. Le 7 septembre 2021, avant le début de la saison, il est versé dans l'équipe d'entraînement. Il revient en équipe première le 15 septembre mais se fracture l'avant-bras lors du match en 6e semaine contre les Rams de Los Angeles. Cette blessure met un terme à sa saison.
Il signe une prolongation de contrat avec les Giants le 14 mars 2022.

## Statistiques
| Année      | Équipe                  | MJ |                 | Passes réceptionnées | Passes réceptionnées | Passes réceptionnées | Passes réceptionnées |                 | Courses         | Courses         | Courses | Courses |
| Année      | Équipe                  | MJ | Nb.             | Yards                | Moy.                 | TD                   | Nb.                  | Yards           | Moy.            | TD              |         |         |
| 2019       | Jaguars de Jacksonville | 04 | 02              | 031                  | 15,5                 | 0                    | 0                    | 0               | 0,0             | 0               |         |         |
| 2020       | Giants de New York      | 14 | 11              | 101                  | 09,2                 | 0                    | 1                    | 3               | 3,0             | 0               |         |         |
| 2021       | Giants de New York      | 06 | 04              | 051                  | 12,8                 | 0                    | 1                    | 6               | 6,0             | 0               |         |         |
| 2022       | Giants de New York      | ?  | Saison en cours | Saison en cours      | Saison en cours      | Saison en cours      | Saison en cours      | Saison en cours | Saison en cours | Saison en cours |         |         |
| Totaux NFL | Totaux NFL              | 24 | 17              | 183                  | 10,8                 | 0                    | 2                    | 9               | 4,5             | 0               |         |         |